# Shindō Yōshin-ryū

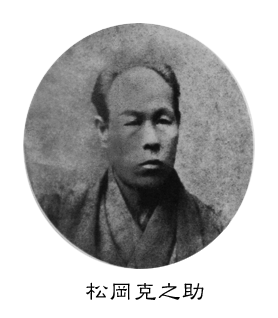
Katsunosuke Matsuoka, le fondateur de l'école.

Le Shindō Yōshin-ryū (新道楊心流) fut fondé en 1864 par Katsunosuke Matsuoka (1836–1898), un samouraï du clan Kuroda. Katsunosuke Matsuoka avait appris plusieurs arts martiaux dont le Totsuka ha Yoshin Koryu, le Tenjin Shin'yō-ryū, le Hokushin Ittō-ryū et le Kashima Shinden Jikishinkage-ryū.

## Histoire
Il ouvre son premier dojo en 1858 à Edo (actuelle Tokyo) et y enseigne le Tenjin shinyo ryu. Persuadé que les jūjutsu de l'époque Edo avaient perdu de leur utilité militaire au profit du duel civil, il décida de combiner ses connaissances en jūjutsu et en kenjutsu au sein d'un nouveau système qu'il nomma Shindō Yōshin-ryū.
En 1895, le Shindō Yōshin-ryū se sépare en deux lignées, Katsunosuke Matsuoka autorisant Shigeta Ohbata, diplômé du Menkyo kaiden, à créer sa branche : le Ohbata-ha Shindō Yōshin-ryū.
En 1898, Katsunosuke Matsuoka meurt à 62 ans. N'ayant pas d'héritier mâle, la famille Matsuoka désigne Matakichi Inose comme directeur temporaire de l'école, la responsabilité de l'école devant revenir au petit-fils de Katsunosuke, Tatsuo, lorsqu'il atteindrait l'âge adulte.
En 1917, Matakichi Inose remet la direction de l'école à Tatsuo Matsuoka, qui devient ainsi le troisième directeur de l'école Shindō Yōshin-ryū. Tasuo Matsuoka fut aussi un judoka accompli, atteignant le grade de 7e dan. Il meurt en 1989 à l'âge de 95 ans sans nommer de successeur pour la branche principale.
À la suite de sa mort, un groupe d'étudiants décida de créer une nouvelle organisation, le Shindō Yōshin-ryū Domonkai, avec le docteur Ryozo Fujiwara à sa tête.

## La branche Ohbata-Takamura
La branche Ohbata/Takamura tient son origine de Shigeta Ohbata, à qui fut décerné le Menkyo Kaiden par Katsukosuke Matsuoka en 1895.
Shigeta Obata est né à Kyoto en 1863 et était le fils d'un samouraï nommé Ohbata Shibuharu. Il commença les arts martiaux par l'école Miura Yoshin Koryu. Il déménage à Edo (Tokyo) en 1883 pour devenir l'élève du célèbre Hidemi Totsuka (école Totsuka-ha Yōshin Koryū). Il s'inscrit aussi à l'école de Kenjutsu Kashima Shinden Jikishinkage ryu, dirigée par Kenkichi Sakakibara. Il y rencontra Katsukosuke Matsuoka, lui aussi étudiant du Jikishinkage ryu, et décida de quitter le Totsuka ha Yoshin Koryu au profit du Shindo Yoshin ryu. Dix ans plus tard, alors âgé de 32 ans, il recevra le Menkyo Kaiden en Shindo Yoshin ryu, puis l'autorisation de créer sa branche.
Perdant son fils Hideyoshi Ohbata (1899-1944) lors de la Seconde Guerre mondiale, il prit ses dispositions pour que son petit-fils Yukiyoshi (1928-2000) hérite de l'école avant de disparaitre lors d'un bombardement de Tokyo en 1945.
Après la guerre, Yukiyoshi déménage en Suède où il prend le nom de sa mère, Takamura, et continue sa formation avec Matsuhiro Namishiro. Puis, dans les années 60, il s'installe en Californie, aux États-Unis, et renomme son art en Takamura ha Shindo Yoshin ryu.
Il meurt en 2000 à l'âge de 72 ans. Il y avait alors trois élèves Menkyo Kaiden à la tête de son organisation : Iso Takagi, David Maynard et Tobin E. Threadgill. En 2003, Iso Takagi et David Maynard se retirant de l'enseignement, Tobin E. Threadgill accepte le titre de kaichō et supervise l'organisation Takamura-ha Shindō Yōshin Kai.
Le Takamura-ha Shindō Yōshin Kai continue sous la direction de Tobin E. Threadgill avec son dojo central à Evergreen (Colorado, É.-U.).

## Influence sur le karaté
Hironori Ōtsuka étudia le Shindō Yōshin-ryū auprès de Tatsusaburo Nakayama, un instructeur licencié de la branche principale et chef instructeur au Genbukan dojo dans la ville de Shimotsuma. En 1922, il rencontre Gichin Funakoshi, fondateur du Shotokan Karatedo. Il incorpora dans son karaté des principes issus de l'école Shindō Yōshin-ryū pour créer le Wadō-ryū.

## Principes
Katsunosuke Matsuoka intégra dans son système des aspects de plusieurs écoles d'arts martiaux, même si les spécialistes s'accordent à penser que son style fut surtout influencé par deux lignes de Yōshin-ryū, les écoles de Nakamura Yōshin Koryu (Totsuka ha Yōshin-ryū) et d'Akiyama Yōshin-ryū (Tenjin Shin'yō-ryū). Si la discipline fait appel au maniement des armes les plus classiques, elle repose également sur le principe selon lequel : 
« Souplesse, fluidité et grâce des mouvements comme ceux de la nature sont en fin de compte plus efficaces et puissantes que la force brute appliquée sans détour. »